# Coronel Traconis (San Francisco 4.ª Sección)
Coronel Traconis (San Francisco 4.ª Sección) es una localidad del municipio de Centro ubicado en la subregión centro del estado mexicano de Tabasco.

## Geografía
La localidad de Coronel Traconis (San Francisco 4.ª Sección) se sitúa en las coordenadas geográficas 17°55′35″N 92°48′14″O / 17.926389, -92.803889, a una elevación de 10 metros sobre el nivel del mar.

## Demografía
Según el Conteo de Población y Vivienda 2020, efectuado por el Instituto Nacional de Estadística y Geografía, la localidad de Coronel Traconis (San Francisco 4.ª Sección) tiene 216 habitantes, de los cuales 113 son del sexo masculino y 103 del sexo femenino. Su tasa de fecundidad es de 2.15 hijos por mujer y tiene 65 viviendas particulares habitadas.
| Gráfica de evolución demográfica de Coronel Traconis (San Francisco 4.ª Sección) entre 1980 y 2020 |
| |
| INEGI.                                                                                             |